# Jože Gazvoda
Jože Gazvoda, slovenski alpski smučar, * 4. februar 1949, Ljubljana.
Jože Gazvoda je za Jugoslavijo nastopil na Zimskih olimpijskih igrah 1968 v Grenoblu, kjer je nastopil v smuku, veleslalomu in slalomu.